# Lunochod 201
Lunochod 201 även känd som Luna E-8 No.201, Luna Ye-8 No.201 och Luna 1969A var ett Sovjetiskt obemannat månfordon som sköts upp med en Protonraket från Kosmodromen i Bajkonur den 19 februari 1969. På grund av en felkonstruktion kollapsade skyddet runt rymdsonden under uppskjutningen, detta skadade raketen och ledde till att den exploderade 51 sekunder efter uppskjutningen.